# Óčko
Óčko (deutsch Äuglein) ist der erste tschechische Musikfernsehsender aller Musikrichtungen, der seit 2002 sendet. Die Zielgruppe sind Teenager und junge Erwachsene im Alter von 12 bis 35 Jahren.
Zu Beginn im Jahre 2002 hieß der Sender Stanice O (deutsch Station O). Dieser Name wurde aber später geändert, da sich das scherzhafte Gerücht verbreitete, dass es sich um einen Sender mit 0 Zuschauern handelt.
Der Slogan des Senders lautet: „Czech music – hear it, see it“ (deutsch Tschechische Musik – höre sie, sieh sie!).
Die Verbreitung erfolgt durch Kabelfernsehen, über den Satelliten Astra, über DVB-T und via Livestream auf der Senderwebsite. Der Sender ist am 1. April 2008 auf Astra 3 umgezogen.
Am 1. Juni 2013 startete der erste Themenkanal Óčko Gold, welcher hauptsächlich Musikvideos aus den 1960er bis 1990er Jahren sendet. Verbreitet wird der Sender per Satellit, Kabel, DVB-T und als Livestream.
Óčko TV und Óčko Star sind über Astra 3 auf 23,5° Ost in SD-Qualität empfangbar. Für letzteren ist dennoch ein HD-fähiger Empfänger nötig.